# Mittelmeerspiele 2009/Tennis
Bei den Mittelmeerspielen 2009 in Pescara wurden vier Wettbewerbe im Tennis ausgetragen.

## Herren

### Einzel
| Platz | Land    | Spieler               |
| ----- | ------- | --------------------- |
| 1     | Spanien | Roberto Bautista Agut |
| 2     | Türkei  | Marsel İlhan          |
| 3     | Italien | Gianluca Naso         |

### Doppel
| Platz | Land       | Spieler                                 |
| ----- | ---------- | --------------------------------------- |
| 1     | Italien    | Matteo Marrai Gianluca Naso             |
| 2     | Montenegro | Daniel Danilović Goran Tošić            |
| 3     | Spanien    | Roberto Bautista Agut Gerard Granollers |

## Damen

### Einzel
| Platz | Land    | Spielerin             |
| ----- | ------- | --------------------- |
| 1     | Italien | Evelyn Mayr           |
| 2     | Spanien | Laura Pous Tió        |
| 3     | Spanien | Eva Fernández Brugués |

### Doppel
| Platz | Land    | Spielerin                            |
| ----- | ------- | ------------------------------------ |
| 1     | Spanien | Eva Fernández Brugués Laura Pous Tió |
| 2     | Türkei  | Çağla Büyükakçay Pemra Özgen         |
| 3     | Marokko | Nadia Lalami Fatima El Allami        |

## Medaillenspiegel
| Platz | Land       | Gold | Silber | Bronze | Gesamt |
| ----- | ---------- | ---- | ------ | ------ | ------ |
| 01    | Spanien    | 2    | 1      | 2      | 5      |
| 02    | Italien    | 2    | —      | 1      | 3      |
| 03    | Türkei     | —    | 2      | —      | 2      |
| 04    | Montenegro | —    | 1      | —      | 1      |
| 05    | Marokko    | —    | —      | 1      | 1      |